# Гороховський Едуард Семенович
Едуард Семенович Гороховський (нар. 12 червня 1929, Вінниця, Українська РСР — 30 червня 2004, Оффенбах, Німеччина) — радянський  російський і  український,   німецький художник, класик московського концептуалізму, засновник російського «photo-based art».

## Біографія

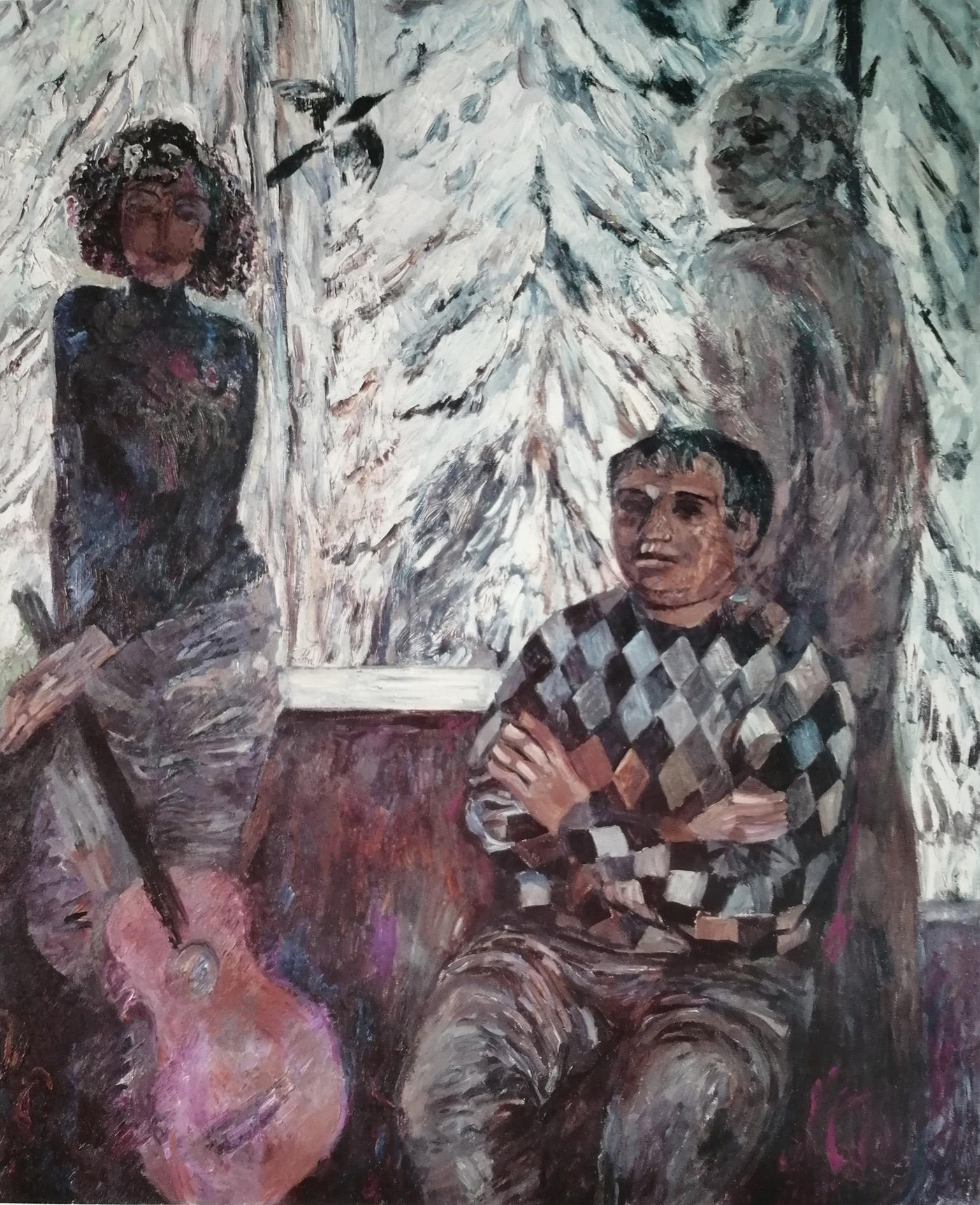
І.Вишеславська. Сенеж. Автопортрет з Віктором Півоваровим та Едуардом Гороховським. 1975

У 1954 році закінчив Одеський будівельний інститут за спеціальністю «архітектура». Перші вчителі з живопису, малюнку, історії мистецтв — О. Постель, Т. Фрайєрман, Г. Готгельф, А. Копилов. У цьому ж році Едуард Гороховський переїжджає до Новосибірська. Тут його роботами ілюструють дитячий альманах «Золоті іскорки», який видавало Новосибірське книжкове видавництво (НКІ). Наступного року виходить перша книжка з його малюнками, після чого щороку виходило по кілька книг з роботами художника. Він ілюструє політичну літературу, прозу і поезію новосибірських письменників. Гороховський здійснив великий внесок у розвиток кольорового друку в Новосибірську.
У 1955 році вперше брав участь в офіційній виставці Новосибірської спілки художників. У 1968 році був прийнятий до Спілки художників СРСР.
У 1971 році бере участь в офіційних і неофіційних радянських та зарубіжних виставках, його твори були передані музеям США, Європи та Австралії.
У 1973 році художник переїжджає з Новосибірська до Москви, однак продовжує співпрацювати з НКІ, ілюструючи книги новосибірських письменників. З 1974 року брав участь в неофіційних, напівофіційних і офіційних вітчизняних і зарубіжних виставках.
З 1991 року значну частину часу жив і працював у Німеччині, в м. Оффенбах.

## Роботи, що знаходяться в музейних зібраннях
- Новий музей. Санкт-Петербург, Росія.
- Державна Третьяковська галерея. Москва, Росія.
- Державний музей образотворчих мистецтв ім. О. С. Пушкіна. Москва, Росія.
- Державний Російський музей. Санкт — Петербург, Росія.
- Державний центр сучасного мистецтва, Москва.
- Музей АРТ4 [Архівовано 27 липня 2008 у Wayback Machine.], Москва.
- Царицино (музей-заповідник). Москва, Росія.
- Галерея Альбертіна. Відень, Австрія.
- Музей Людвіга. Форум міжнародного мистецтва. Аахен, Німеччина.
- Дрезденський державний музей. Дрезден, Німеччина.
- Єврейський музей. Франкфурт на Майні, Німеччина.
- Музей «Альфа — К'юбік». Токіо, Японія.
- Jane Voorhees Zimmerli Art Миѕеим. Rutgers, The State University of New Jersey). Нью–Джерсі, США.
- Egon Schiele Art Centrum. Ческі-Крумлов, Чехія.
- Музей сучасного мистецтва. Москва, Росія.
- Державний Літературний музей. Москва, Росія.

## Персональні виставки
- 2010 — «Die Vierte Dimension». Galerie und ART Management M. Sandman. Берлін, Німеччина.
- 2009 — «Eduard Gorokhovski». Galerie LA BRIQUE. Frankfurt am Main, Німеччина
- 2009 — «Иллюстрации памяти». Галерея «Файн арт». Москва, Росія.
- 2008 — «Выставка Эдуарда Гороховского». Галерея «Файн арт». Москва, Росія.
- 2008 — «Озорная графика». Green ART Gallery, Пермь.
- 2007 — «Портрет художника». Музей актуального искусства ART4.RU. Москва, Росія.
- 2007 — «Озорные рисунки». Галерея «Файн арт». Москва, Росія.
- 2007 — «Vor dem „Iceberg“». Pasinger Fabrik. Мюнхен, Німеччина.
- 2007 — «Eduard Gorokhovski». Galerie und ART Management M. Sandman. Берлін, Німеччина.
- 2006 — «Eduard Gorokhovski». Jane Voorhees Zimmerli Art Museum. Нью Джерси, США.
- 2006 — «Семейный Альбом». Графика. Галерея «Файн арт». Москва, Росія.
- 2005 — «Русские портреты». Галерея «Файн арт». Москва, Росія.
- 2005 — «В стране чудес». Государственный литературный музей. Москва, Росія.
- 2004 — «Границы прямоугольника — мое безграничное пространство». Государственный Русский музей. Санкт — Петербург, Росія.
- 2004 — «Границы прямоугольника — мое безграничное пространство». Галерея «Файн арт». Москва, Росія.
- 2004 — «Мастер и Маргарита». Галерея Мастеров. Москва, Росія.
- 2004 — «Пейзаж». Галерея «Файн арт». Москва, Росія.
- 2003 — «Черный прямоугольник». Галерея «Файн арт». Москва, Росія.
- 2002 — «Выставка Эдуарда Гороховского». Новосибирская картинная галерея. Новосибірськ, Росія.
- 2002 — «Черно-.белая живопись Эдуарда Гороховского». Галерея «Файн арт». Москва, Росія.
- 2002 — «Zeitenwende — Wendezeit». Galerie und ART Management M. Sandman. Берлін, Німеччина.
- 2001 — «Квадрат, опять квадрат». Центр современного искусства. Москва, Росія.
- 2000 — «Выставка Эдуарда Гороховского». Галерея «Файн арт». Москва, Росія.
- 1999 — «Выставка Эдуарда Гороховского». Державна Третьяковська галерея. Москва, Росія.
- 1999 — «Eduard Gorokhovski». Galerie Zellermayer. Берлін, Німеччина.
- 1998 — «Eduard Gorokhovski». Galerie Brumme. Франкфурт на Майні, Німеччина.
- 1998 — «Archäologie des Bildes. Eine Retrospektive». Haus der Wissenschaft und Kultur der Russischen Föderation. Берлін, Німеччина.
- 1998 — «Выставка Эдуарда Гороховского». Галерея МАРС. Москва, Росія.
- 1997-1998 — «Glück ist die Realität der Utopie». Jüdischen Museum. Франкфурт на Майн, Німеччина.
- 1997-1998 — «Eduard Gorokhovski». Kulturforum in der Stadtresidenz. Оберурзель Німеччина.
- 1997 — «Phantasie in Collagetechnik». Russisches Kulturinstitut. Відень, Австрия.
- 1997 — «Archäologie des Bildes». Rathaus. Бад-Ольдесло, Німеччина.
- 1997 — «Achtung! Aufnahme!». Galerie Brumme. Франкфурт на Майні, Німеччина.
- 1997 — «Archäologie des Bildes». Leo-Lippmann-Saal Finanzbehörde der Freien und Hansestadt. Гамбург, Німеччина.
- 1996 — «Eduard Gorokhovski». Galerie «Karenina». Відень, Австрия.
- 1996 — «Eduard Gorokhovski». Galerie und ART Management M. Sandman. Берлін, Німеччина.
- 1995 — «Выставка Эдуарда Гороховского». Галерея МАРС. Москва, Росія.
- 1994 — «Eduard Gorokhovski». Galerie Rahmel und Partner. Кьольн, Німеччина.
- 1994 — «Eduard Gorokhovski». Galerie Altstadtgalerie. Бад-Камберг, Німеччина.
- 1994 — «Eduard Gorokhovski». Galerie Kreiter-Kuhn. Майнц, Німеччина.
- 1994 — «Eduard Gorokhovski». Galerie Inge Beacker. Кьольн, Німеччина.
- 1994 — «Im Schatten der Hoffnung». Literaturhause. Франкфурт на Майні, Німеччина.
- 1994 — «Выставка Эдуарда Гороховского». Центральный Дом художника. Москва, Росія.
- 1993 — «Auf der Suche nach der Yerlorenen Zeit». Galerie-A. Штутгарт, Німеччина.
- 1992 — «Album». Galerie «Karenina». Відень, Австрія.
- 1992 — «Eduard Gorokhovski». Calerie «Angela». Вісбаден, Німеччина.
- 1991 — «Eduard Gorokhovski». Calerie P. Nowitzki. Варшава, Польша.
- 1990 — «Eduard Gorokhovski». Calerie Scherberg. Лос-Анджелес, США.
- 1990 — «Eduard Gorokhovski». Calerie Helen Drutt. Нью-Йорк, N.Y., США.
- 1989-1990 — «Eduard Gorokhovski». C.A.S.E. Museum of Contemporary Russian Art. Джерсі-Сіті, N.Y., США.
- 1989-1990 — «Виставка Едуарда Гороховського». Перша галерея. Москва, Росія.
- 1989 — «Russian Magic» (with U. Sobolev). Calerie Ost-West. Цюрих, Швейцарія.
- 1989 — «Graphic Work by Soviet Artists» (with U. Sobolev). Calerie Ost-West. Цюрих, Швейцарія.
- 1977 — «Eduard Gorokhovski». Канберра, Австралія.
- 1967 — «Виставка Едуарда Гороховського». Виставковий зал Спілки художників СРСР. Новосибірськ, СРСР.

## Музейні виставки
- 2008 — «Власть воды». Російський музей. Санкт–Петербург, Росія.
- 2007 — «Путешествие „Черного квадрата“». Державний Російський музей. Санкт–Петербург, Росія.
- 2007 — «Политическое искусство в России. СОЦ-АРТ»". Державна Третьяковська галерея. Москва, Росія.
- 2006 — «Коллаж в России. XX век»". Державний Російський музей. Санкт–Петербург, Росія.
- 2006 — «Soviet Alternative ART 1956 1988»". State Museum of Contemporary ART Costakis Collektion. Афіни, Греція.
- 2005 — «Москва — Варшава 1900—2000 г.г»". Державна Третьяковська галерея. Москва, Росія.
- 2005 — «Варшава — Москва 1900—2000 г.г»". Національна галерея мистецтв Захента. Варшава Польща.
- 2005 — «АРТ — Москва». 9-та міжнародний художній ярмарок. Центральний Будинок художника. Москва, Росія.
- 2005 — «Жар — птица». Государственный Литературный музей. Москва, Росія.
- 2005 — «8-ма Міжнародна бієнале графіки країн Балтійського моря». Калінінград, Росія.
- 2004 — «Персональная выставка и вечер памяти Эдуарда Гороховского». Державна Третьяковська галерея. Москва, Росія.
- 2004 — «Москва-Берлин 1950—2000». Державний історичний музей. Москва, Росія.
- 2003 — Арт — Манеж. Санкт–Петербург, Росія.
- 2003 — «55 офортов». Студія «Сенеж». Державний музей образотворчих мистецтв імені О. С. Пушкіна. Москва, Росія.
- 2003 — «АРТ — Москва». Міжнародна меса. Центральний Будинок художника. Москва, Росія.
- 2003 — Internationale Messe. Франкфурт на Майні, Німеччина.
- 2003 — «VI International Art Triennale Majdanek 2003». The state Museum at Majdanek. Люблін, Польща.
- 2002 — «АРТ — Москва». Міжнародна меса. Центральний Будинок художника. Москва, Росія.
- 2001 — «Art Brut, Kunst nach 1960». Internationale Messe für Editionen. Кьольн, Німеччина.
- 2001 — «Realities and Utopias». Permanente Ausstellung. Jane Voorhees Zimmerli Art Museum. Нью–Джерси, США.
- 2001 — «Вторая интернациональная биеннале современной графики». Новосибірська картинна галерея. Новосибірськ, Росія.
- 2001 — «АРТ — Москва». 5-й міжнародний ярмарок. Центральний Будинок художника. Москва, Росія.
- 2001 — «Копилки». Державний Російський музей. Санкт–Петербург, Росія.
- 2000 — «VI International Art Triennale Majdanek 2000». The state Museum at Majdanek. Люблін, Польща.
- 2000 — Art Fair Madrid. ARCO, International Contemporary Art. Мадрид, Іспанія.
- 2000 — «Time Timeless». Egon Schiele Art Centrum. Чеський Крумлов, Чехія.
- 2000 — Internationaler Kunstmarkt. Кьольн, Німеччина.
- 2000 — «Искусство XX века». Постійна експозиція. Державна Третьяковська галерея. Москва, Росія.
- 2000 — «Сериалы»". Державний центр сучасного мистецтва. Москва, Росія.
- 2000 — «Интернациональное искусство»". Галерея SL. Перм, Росія.
- 1999 — «Русское искусство конца 1950-начала 1980-х годов. От абстракционизма до концептуализма»". Музей сучасного мистецтва. Москва, Росія.
- 1999 — «Послевоенный русский авангард». Із зібрання Ю. Трайсмана. Державний Російський музей. Санкт–Петербург, Росія.
- 1999 — «Послевоенный русский авангард». Із зібрання Ю. Трайсмана. Державна Третьяковська галерея. Москва, Росія.
- 1999 — «Книга художника. 1970-1990-е годы». Державний музей образотворчих мистецтв імені О. С. Пушкіна. Москва, Росія.
- 1999 — «Первая международная Новосибірськая биеннале графики». Новосибірська картинна галерея. Новосибірськ, Росія.
- 1999 — «The postwar Russian Avantgarde». Miami University Art Museum, Оксфорд, Огайо, США.
- 1999 — «Kunst im Untergrund». Museum Albertina (Wien). Відень, Австрія.
- 1999 — «International biennal drawing and Graphik Arts». Gallery of the Museum of Art. Esterhäzy Palace. Дйор (Győr), Угорщина.
- 1998 — «Russlands zweite Avantgarde». Museum Moderner Kunst. Пассау, Німеччина.
- 1998 — «Druha ruska Avantgarda». Egon Schiele Art Centrum. Чеський Крумлов, Чехія.
- 1997 — «Мир коллекционера. Взгляд современника». З колекції Є. М. Нутовича. Державний музей образотворчих мистецтв імені О. С. Пушкіна. Москва, Росія.
- 1997 — «Мир чувственных вещей в картинках. Конец XX века». Державний музей образотворчих мистецтв імені О. С. Пушкіна. Москва, Росія.
- 1996 — «Die Farbe der Zeit». Kunstverein Salzgitter e. V. Зальцгіттер, Німеччина.
- 1996 — «Die Farbe der Zeit». Museumsverein für das Furstentum Lüneburg. Люнебург, Німеччина.
- 1996 — «Flug- Entfernung -Verschwinden». Haus am Waldsee. Берлін, Німеччина.
- 1996 — «Flug- Entfernung -Verschwinden». Stadtgalerie im Sophienhof Kiel. Киль, Німеччина.
- 1996 — «Галерея в галерее». Державна Третьяковська галерея. Москва, Росія.
- 1995-1996 — «Die Farbe der Zeit». Burgmuseum Querfurt. Кверфурт (Querfurt), Німеччина.
- 1995 — Wilhelm-Hack-Museum. Людігсхафен-на-Рейні, Німеччина.
- 1995 — Lindenau-Museum. Альтенбург, Німеччина.
- 1995 — documenta-Halle. Кассель, Німеччина.
- 1995 — «Russian Jewish Artists in a Century of Change 1890—1990». Jewish Museum (New York City). Нью-Йорк, США.
- 1995 — «From Gulag to Glasnost». The Jane Voorhees Zimmerli Art Museum. Нью-Йорк, США.
- 1995 — «Letat — Odejit — Zmizel». Konzeptuelle Moskauer Kunst 70-90. Calerie Hlavniho Mesta Prahy. Прага, Чехія.
- 1995 — Lindenau-Museum. Альтенбург, Німеччина.
- 1994 — «Fluchtpunkt Moskau». Ludwig Forum für Internationale Kunst. Аахен, Німеччина.
- 1994 — «No! — and the Conformists». Królikarnia-Palast. Варшава, Польща.
- 1994 — «No! — and the Conformists». Державний Російський музей. Санкт–Петербург, Росія.
- 1993 — Манеж «ART-MIF». Москва, Росія.
- 1993 — «Checkpoint Charlie». Berlin Museum. Берлін, Німеччина.
- 1993 — «Национальные традиции и постмодернизм». Державна Третьяковська галерея. Москва, Росія.
- 1993 — «Adresse provisoire pour Iärt contemporain russe». Musée de La Poste. Париж, Франция.
- 1992 — «Классический музей и современность». Державний музей образотворчих мистецтв імені О. С. Пушкіна. Москва, Росія.
- 1991 — «Другое искусство». Державний Російський музей. Санкт–Петербург, Росія.
- 1991 — Museum der modernen Kunst. Торунь, Польща.
- 1991 — «Moskau -Washington». Museum der modernen Kunst. Вашингтон, США.
- 1991 — «Диаспора-1». Центральный Дом художника. Москва, Росія.
- 1991 — «Диаспора-2». Центральный Дом художника. Москва, Росія.
- 1990-1991 — «Вашингтон-Москва». Державна Третьяковська галерея. Москва, Росія.
- 1990 — «Sowjetkunst aus der Ludwigsammlung». Kunsthalle Lund. Лунд, Швеція.
- 1990 — «Schätze im Schmutz». Kunstmuseum Tampere. Тампере, Фінляндія.
- 1990 — «In Russland und jenseits seiner Grenzen». Stedelijk Museum. Амстердам, Швеція.
- 1990 — «Zeitgenössische russische Kunst». The Aldrich Museum of Contemporary Art. Ridgefield, Connecticut, США.
- 1990 — «Russische zeitgenössische Kunst». Музей «Альфа — Кьюбик». Токіо, Японія.
- 1990 — Міський музей мистецтв. Томськ, СРСР.
- 1990 — «Другое искусство». Державна Третьяковська галерея. Москва, Росія.
- 1990 — «Современные художники — Малевичу». Державна Третьяковська галерея. Москва, Росія.
- 1989 — 1000 робіт живопису та графіки з колекції Т. і М. Колодзєй. Державний музей мистецтв Узбецької РСР. Ташкент. СРСР.
- 1989 — «Die Kunst der letzten zehn Jahre». Museum moderner Kunst. Відень, Австрія.
- 1988 — «Живопись, графика». Виставка із зібрання В. Тарасова. Центральний виставковий зал. Вільнюс, Литовська СР, СРСР.
- 1988 — «Russische Kunst von Lenin bis Gorbatschov». Kulturzentrum «Botanik». Брюсель, Бельгія.
- 1988 — «Ich lebe — Ich sehe». Kunstmuseum Bern. Берн, Швейцария.
- 1988 — «Выставка художественных произведений 16-20 веков». Із зібрання Г. Басмаджана. Державна Третьяковська галерея. Москва, Росія.
- 1988 — «Выставка художественных произведений 16-20 веков». Із зібрання Г. Басмаджана. Государственный Эрмитаж. Санкт–Петербург, Росія.
- 1984 — «Photographie in the Art». Tartu Art Gallery. Тарту, Естонська РСР, СРСР.
- 1981 — «25 Jahre inoffizieller russische Kunst 1956—1981». C.A.S.E., Museum of Soviet Unofficial Art, Cremona Foundation, Нью-Йорк. N.Y. США.
- 1981 — «Russian New Wave». Soho International Art Center Cremona Foundation. Нью-Йорк, N.Y., США.
- 1974 — «Первая всероссийская выставка рисунка». Державний Російський музей. Ленінград, СРСР.